# كينوشا
كينوشا (بالإنجليزية: Kenosha)‏ هي مدينة، مقر مقاطعة تقع في الولايات المتحدة في مقاطعة كينوشا. يقدر عدد سكانها بـ 99,218 نسمة ومساحتها 70.01 كم2 وترتفع عن سطح البحر 184 متر.

## التركيبة السكانية
قام مكتب تعداد الولايات المتحدة بتحديد بيانات التركيبة السكانية لكينوشافي تعداد الولايات المتحدة. في ما يلي، التركيبة السكانية حسب تعدادي 2000 و2010.

### تعداد عام 2000
بلغ عدد سكان كينوشا 90,352 نسمة بحسب تعداد عام 2000، وبلغ عدد الأسر 34,411 أسرة وعدد العائلات 22,539 عائلة مقيمة في المدينة. في حين سجلت الكثافة السكانية 3,795.1 نسمة لكل ميل مربع (1,465.3/كم2). وبلغ عدد الوحدات السكنية 36,004 وحدة بمتوسط كثافة قدره 1,512.3 لكل ميل مربع (583.9/كم2).
وتوزع التركيب العرقي للمدينة بنسبة 83.64% من البيض و 0.44% من الأمريكيين الأصليين و 0.04% من سكان جزر المحيط الهادئ و 4.83% من الأعراق الأخرى و 2.38% من عرقين مختلطين أو أكثر.
```
وبلغت نسبة 
الأزواج
 القاطنين مع بعضهم البعض 47.1% من أصل المجموع الكلي للأسر، وكانت نسبة 34.5% من غير العائلات. تألفت نسبة 28.4% من أصل جميع الأسر من أفراد ونسبة 10.3% كانوا يعيش معهم شخص وحيد يبلغ من العمر 65 عاماً فما فوق. وبلغ متوسط حجم الأسرة المعيشية 3.13، أما متوسط حجم العائلات فبلغ 2.54.
```

بلغ العمر الوسطي للسكان 34 عاماً. وكانت نسبة 10.1% بين الثامنة عشر والأربعة وعشرون عاماً، ونسبة 31.5% كانت واقعةً في الفئة العمرية ما بين الخامسة والعشرون حتى والأربعة وأربعون عاماً، ونسبة 19.0% كانت ما بين الخامسة والأربعون حتى الرابعة والستون، ونسبة 12.2% كانت ضمن فئة الخامسة والستون عاماً فما فوق. يوجد لكل 100 أنثى 96.7 ذكر، ويوجد لكل 100 أنثى في الثامنة عشر من عمرها فما فوق 93.2 ذكر.

### تعداد عام 2010
بلغ عدد سكان كينوشا 99,218 نسمة بحسب تعداد عام 2010، وبلغ عدد الأسر 37,376 أسرة وعدد العائلات 24,090 عائلة مقيمة في المدينة. في حين سجلت الكثافة السكانية 3,684.3 نسمة لكل ميل مربع (1,422.5/كم2). وبلغ عدد الوحدات السكنية 40,643 وحدة بمتوسط كثافة قدره 1,509.2 لكل ميل مربع (582.7/كم2).
وتوزع التركيب العرقي للمدينة بنسبة 77.1% من البيض و 0.6% من الأمريكيين الأصليين و 1.7% من الأمريكيين ذوي الأصول الآسيوية و 0.1% من سكان جزر المحيط الهادئ و 10.0% من الأمريكيين الأفارقة و 3.8% من عرقين مختلطين أو أكثر.
بلغ عدد الأسر 37,376 أسرة كانت نسبة 36.8% منها لديها أطفال تحت سن الثامنة عشر تعيش معهم، وبلغت نسبة الأزواج القاطنين مع بعضهم البعض 42.9% من أصل المجموع الكلي للأسر، ونسبة 15.9% من الأسر كان لديها معيلات من الإناث دون وجود شريك، بينما كانت نسبة 5.7% من الأسر لديها معيلون من الذكور دون وجود شريكة وكانت نسبة 35.5% من غير العائلات. تألفت نسبة 28.8% من أصل جميع الأسر من أفراد ونسبة 9.7% كانوا يعيش معهم شخص وحيد يبلغ من العمر 65 عاماً فما فوق. وبلغ متوسط حجم الأسرة المعيشية 3.17، أما متوسط حجم العائلات فبلغ 2.56.
بلغ العمر الوسطي للسكان 33.5 عاماً. وكانت نسبة 26.8% من القاطنين تحت سن الثامنة عشر، وكانت نسبة 10.9% بين الثامنة عشر والأربعة وعشرون عاماً، ونسبة 28.3% كانت واقعةً في الفئة العمرية ما بين الخامسة والعشرون حتى والأربعة وأربعون عاماً، ونسبة 23.2% كانت ما بين الخامسة والأربعون حتى الرابعة والستون، ونسبة 10.8% كانت ضمن فئة الخامسة والستون عاماً فما فوق. وتوزع التركيب الجنسي للسكان بنسبة 49.1% ذكور و50.9% إناث.

## المدن التوأمة
- فولفنبوتل
- كوزنسا